# يو إف سي 206
يو إف سي 206: هولواي ضد بيتيس (بالإنجليزية: UFC 206: Holloway vs. Pettis)‏ هو حدث لفنون القتال المختلطة نظمته يو إف سي، أُقيم في 10 ديسمبر 2016، على سكوتيابانك أرينا في تورنتو، أونتاريو، كندا.